# Willem van Oranjetunnel
De Willem van Oranjetunnel is een spoortunnel  in het centrum van Delft. In de tunnel ligt de spoorwegverbinding tussen Rotterdam en Den Haag, die van 14 juli 1965 tot 22 februari 2015 over het spoorviaduct door Delft liep. In deze tunnel bevinden zich ook de perrons van het station Delft waarvan het nieuwe stationsgebouw, pal naast het oude stationsgebouw, boven op de tunnel is gebouwd. 
De tunnel is op 28 februari 2015 in gebruik genomen voor het treinverkeer en werd in de jaren daarna verder afgebouwd. De tunnel is vernoemd naar Willem van Oranje, de stadhouder die in 1584 in Delft vermoord werd. De naam werd op 9 april 2015 officieel onthuld.
De tunnel maakt deel uit van het stedenbouwkundig project Spoorzone Delft, waarvan het masterplan is ontwikkeld door de Spaanse stedenbouwkundige Joan Busquets.

## Kenmerken
De tunnel heeft een gesloten deel van 2300 meter en een tracélengte van 3400 meter. De tunnel telt vier sporen, waarvan er twee in 2015 operationeel zijn geworden. De andere twee sporen zijn op 2 augustus 2024 in gebruik genomen.
De tunnel begint in het noorden waar het oude spoortraject het DSM-Gist-terrein doorsneed. De tunnel loopt vervolgens een kleine kilometer rechtdoor onder de Phoenixstraat, tot aan het Bolwerk. Daar bevindt zich het diepst gelegen punt van de tunnel, en buigt de tunnel af van het stadscentrum, richting Schiedam. In het zuiden komt het spoor weer bovengronds iets ten zuiden van de Abtwoudseweg. De tunnel ligt direct ten oosten van het vroegere bovengrondse spoorwegtracé, en volgt daarmee gedeeltelijk de contouren van de negentiende-eeuwse westelijke stadsgrenzen. Het noordelijke deel loopt daarbij pal langs de vroegere westelijke Delftse stadsmuur. Vanaf het Bolwerk volgt het de contouren van de houttuinen die zich in het zuidwesten van de stad bevonden.  
De tunnel bestaat uit twee buizen met elk twee sporen. Bij het aanleggen van de tunnel werd zowel damwand- als diepwandconstructie toegepast. Bij de damwandconstructie worden eerst tijdelijke stalen hulpwanden geplaatst, waarna de tunnel kan worden uitgegraven. Daarna worden achtereenvolgens de tunnelvloer, de wanden en het dak aangebracht. Wanneer het beton eenmaal is uitgehard, kunnen de hulpwanden verwijderd worden. Bij de diepwandconstructie worden eerst de tunnelwanden en het dak geplaatst, en wordt de grond tussen de tunnelwanden verwijderd om plaats te maken voor de tunnelbuizen. 
Ter hoogte van de Phoenixstraat en de Spoorsingel, waar de bebouwing dicht op de tunnel staat, werd de diepwandconstructie toegepast, omdat deze methode minder trillingen in de grond veroorzaakt en daarmee het risico op eventuele schade aan omliggende gebouwen beperkt werd. Ook kon men daardoor snel verder werken aan de bovengrondse infrastructuur. Dezelfde methode werd ook toegepast ter hoogte van het nieuwe station, waar de wanden verder van elkaar moesten komen te staan. Zo kon men de tunnel uitgraven zonder tijdelijke ondersteuning van tussenstempels. Daarnaast moesten de diepwanden ook gaan fungeren als fundering van het stadskantoor. 

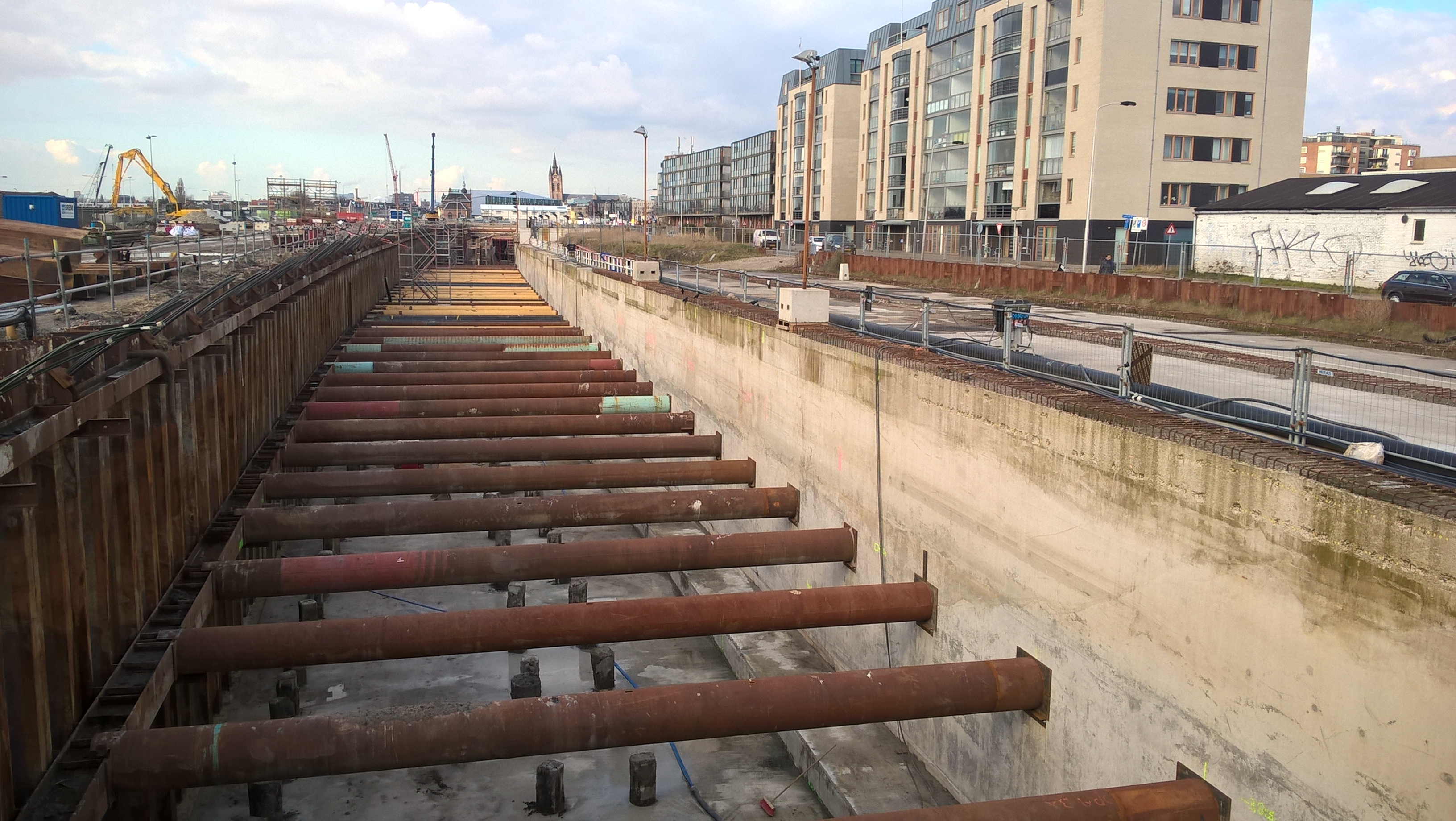
Damwandconstructie aan de Engelsestraat

Ten zuiden van de Irenesingel werd daarentegen de damwandconstructie toegepast, met open bouwput. Deze techniek werd ook toegepast ter hoogte van het Bolwerk, waar behoefte was aan flexibiliteit; niet alleen bevonden zich op deze locatie verschillende obstakels in de grond, zoals funderingen van vroegere bouwwerken, maar moest het mogelijk blijven om tijdens de verbouwingen het tramspoor en de autoroute meerdere keren te verleggen.
De buizen kwamen te liggen op een diepte van 10 meter NAP. De bouw van de tunnel werd gecoördineerd op de plaats van het voormalige Bacinol.

## Geschiedenis

### Plannen
Sinds 1988 werd er over een spoorverdubbeling naar vier sporen gepraat. Volgens de toenmalige inzichten had er in juni 1996 een viersporig tracé moeten liggen in het kader van het Rail 21-plan van de Nederlandse Spoorwegen. Toen de gemeente Delft een tunnel eiste, werd in 1992 de spoorverdubbeling naar vier sporen van het traject Leiden – Dordrecht in drie delen geknipt: Leiden – Rijswijk (gereed juni 1996), Rotterdam – Dordrecht (juli 1997), en Delft – Schiedam. Op dit laatste deeltracé gebeurde jarenlang niets.
Er is voor een tunnel gekozen, onder meer omdat het intensieve gebruik van het spoor leidt tot (veel) geluidshinder in Delft. Tussen 1996 en 2012 stopten niet alle intercity's meer in Delft en daarmee nam de geluidsoverlast verder toe. Volgens de website van de gemeente werd hierom in 1996 zelfs "de eerste Nederlandse internetpetitie" uitgeschreven.
Aanvankelijk wilde de rijksoverheid geen financiële bijdrage leveren, maar na jarenlange discussies werd in november 2004 de knoop doorgehakt en besloot minister Karla Peijs van Verkeer en Waterstaat bij te dragen aan de kosten van dit project, geraamd op circa € 323 miljoen. Daarmee kwam aan eerdere onzekerheid een einde, en raakte de planning in een stroomversnelling.
Het bouwproject omvatte oorspronkelijk:
- een spoortunnel van circa 2300 meter lengte, voorbereid op vier sporen, zodat gemakkelijk ook de tweede tunnel in gebruik kan worden genomen zonder veel overlast;
- een nieuw ondergronds station in combinatie met een efficiënt knooppunt voor openbaar vervoer;
- 1500 woningen en ruim 50.000 vierkante meter kantoorruimte;
- een openbaar gebied, met onder meer een stadspark en water.

### Besluit
In mei 2008 is definitief besloten dat de spoortunnel in ruwbouw wordt uitgevoerd voor vier sporen, waarvan twee sporen direct operationeel worden gemaakt.
De Delftse gemeenteraad ging in juni 2008 akkoord met een voorstel tot gunning, waarna ProRail op 18 juli 2008 bekendmaakte dat de bouw van de spoortunnel gegund was aan de Combinatie CrommeLijn VOF. De naam van dit consortium was een knipoog naar de historie van het spoor in Delft in de negentiende eeuw. Iets ten zuiden van de locatie waar vroeger het "Laantje van Van der Gaag" heeft gelegen komt de spoorlijn weer boven de grond.

### Bouw

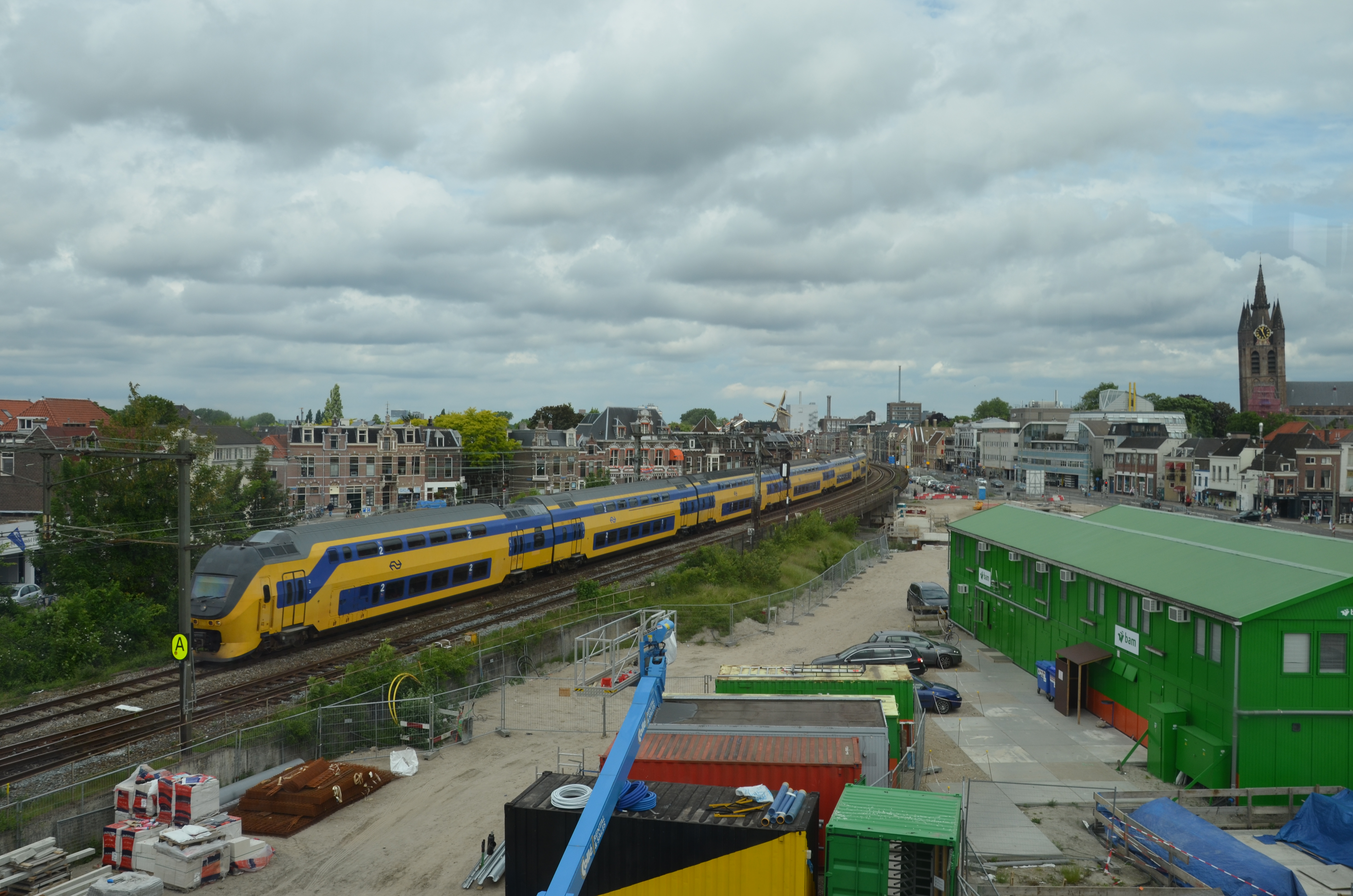
Uitzicht op het noordelijke gedeelte van de spoorzone.

De eerste voorbereidingen voor de bouw van de spoortunnel gingen in de zomer van 2009 van start. Er werd meetapparatuur geplaatst in panden rond de Spoorsingel om bij de bouw verzakkingen te lokaliseren. Na de zomer werd een begin gemaakt met de sloop van gebouwen rondom de toekomstige spoortunnel, en werd ook tramlijn 1 over de Phoenixstraat tijdelijk verlegd voor bouwwerkzaamheden.
Het eerste deel van de tunnel werd opgeleverd in september 2014. Met een proefrit reed de eerste trein door de tunnel op 1 november 2014.
Twee jaar later dan oorspronkelijk gepland werden de eerste twee sporen op 28 februari 2015 in gebruik genomen. Daarna is het viaduct afgebroken. Dit was twee jaar later dan oorspronkelijk de bedoeling was: de vertraging is opgelopen door de bodemgesteldheid en door de aanwezigheid van weeskabels. De laatste fase van de stedelijke ontwikkeling in de Spoorzone werd voorzien rond 2020/2022. 

### Resultaat

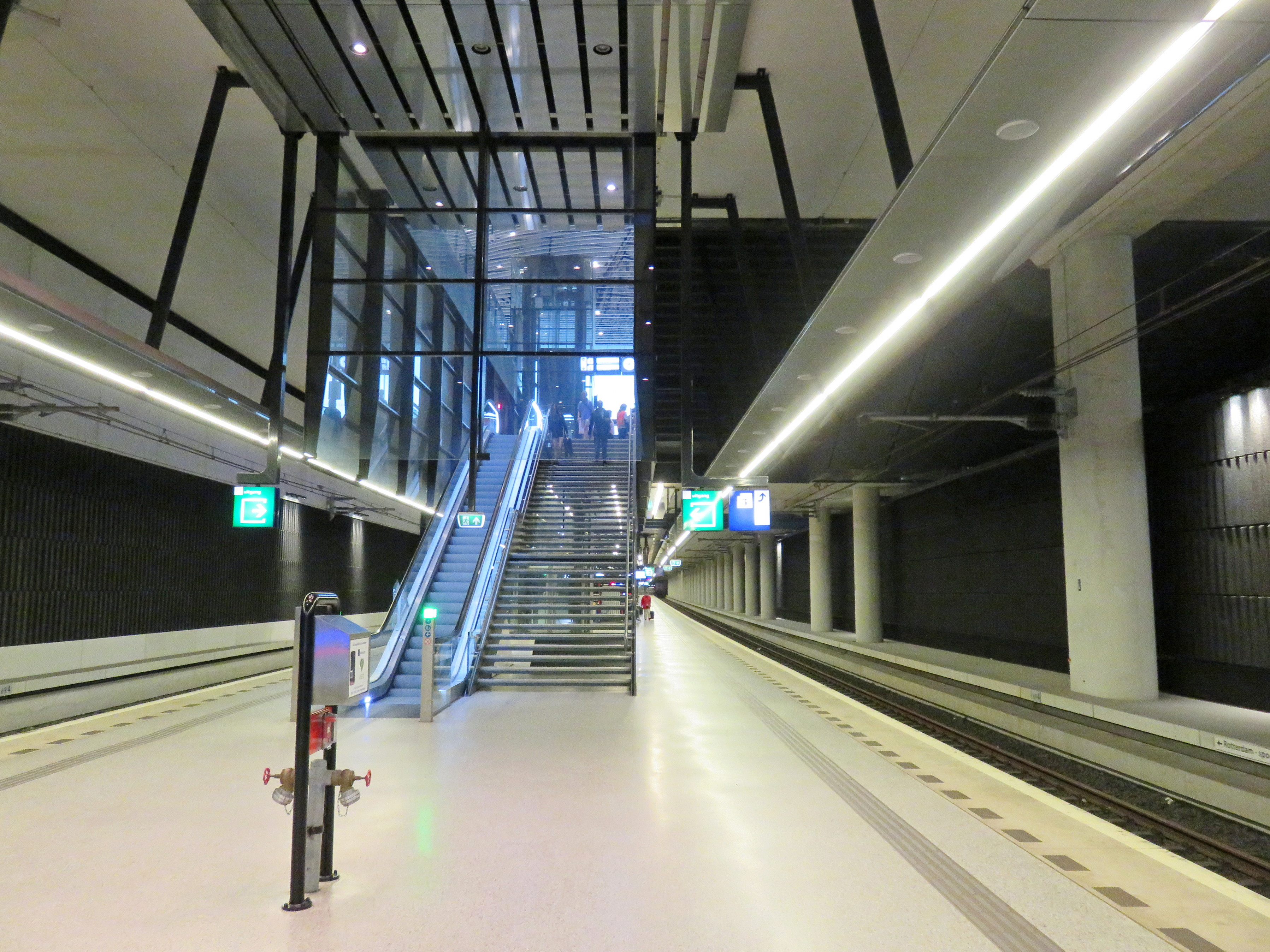
Ondergrondse perrons

In de begintijd had de tunnel regelmatig te kampen met kinderziektes. Binnen een week na ingebruikname gingen de brandmelders af en moest de tunnel ontruimd worden - vals alarm naar later bleek, door suboptimale sensoren.
Daarnaast had de stationshal te kampen met luchtdrukproblemen. Bij het passeren van treinen met 140 km/uur liet de lucht zich niet via buizen afvoeren zoals beoogd, maar hoopte de lucht zich op in de stationshal, waardoor de draaideuren van de stationshal sneller draaiden dan de bedoeling was. Als tijdelijke oplossing werden de draaideuren uit de stationshal verwijderd, en werd de snelheid van de treinen in de tunnel omlaag gebracht. 
Ook kon er aanvankelijk niet of nauwelijks mobiel gebeld en geïnternet worden in de tunnel, doordat er in het oorspronkelijk ontwerp van de tunnel geen rekening was gehouden met de telefoniebehoefte van particulieren. In mei 2016 kon er alsnog een ondergronds mobiel netwerk in gebruik worden genomen.

## Fotogalerij

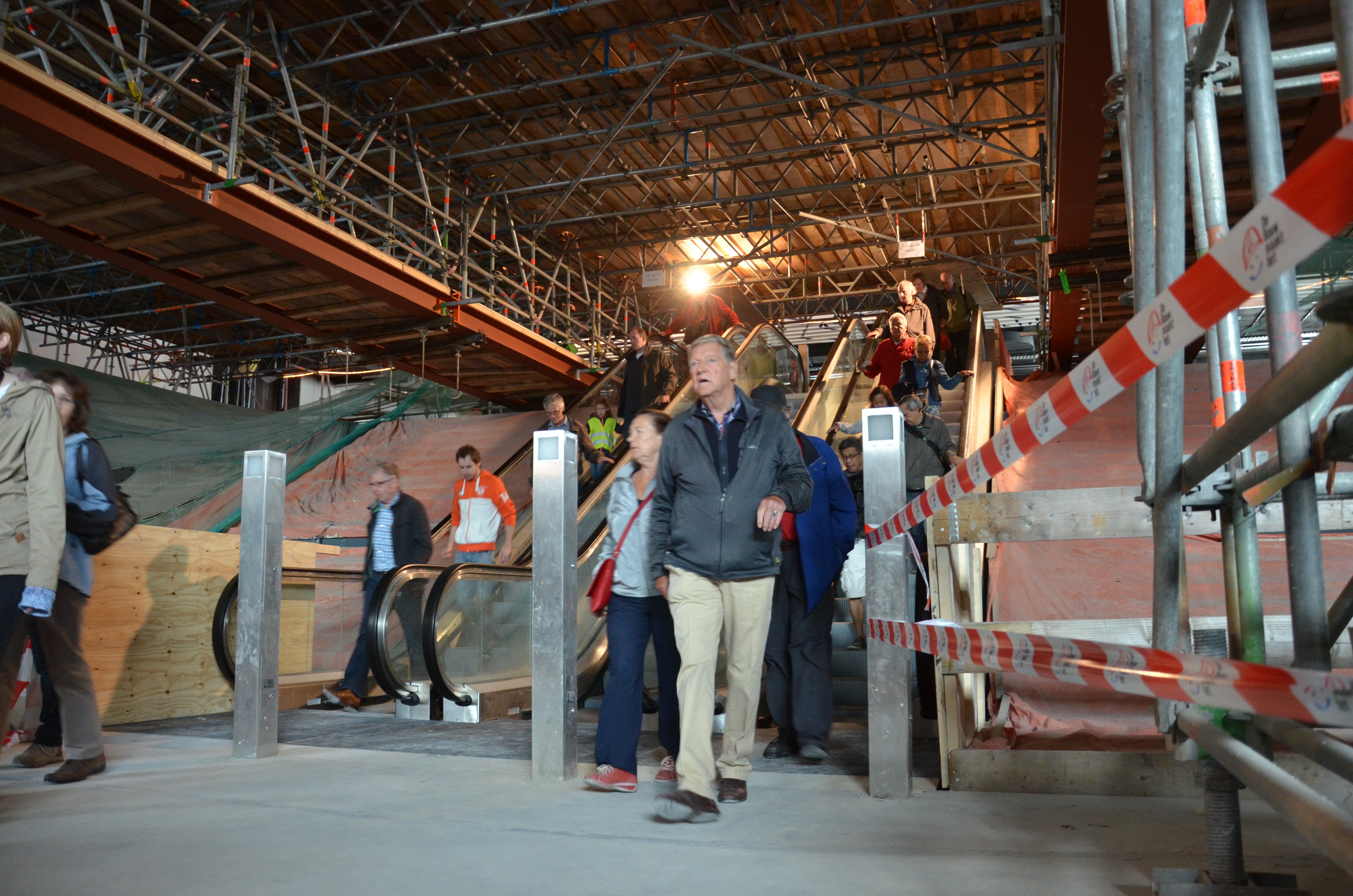
Roltrappen naar de ondergrondse perrons, in aanbouw
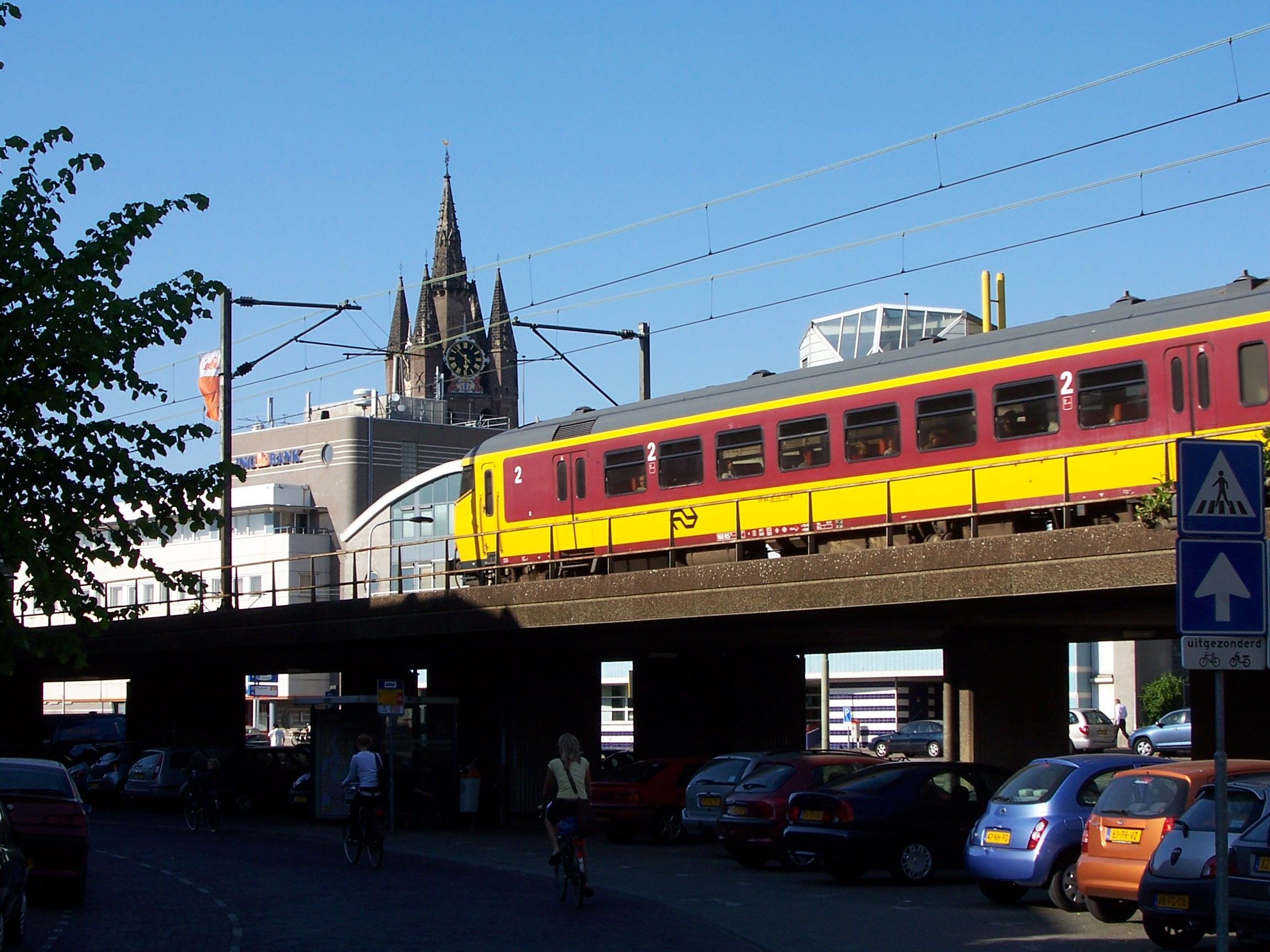
De oude situatie met op de achtergrond de toren van de Oude Kerk
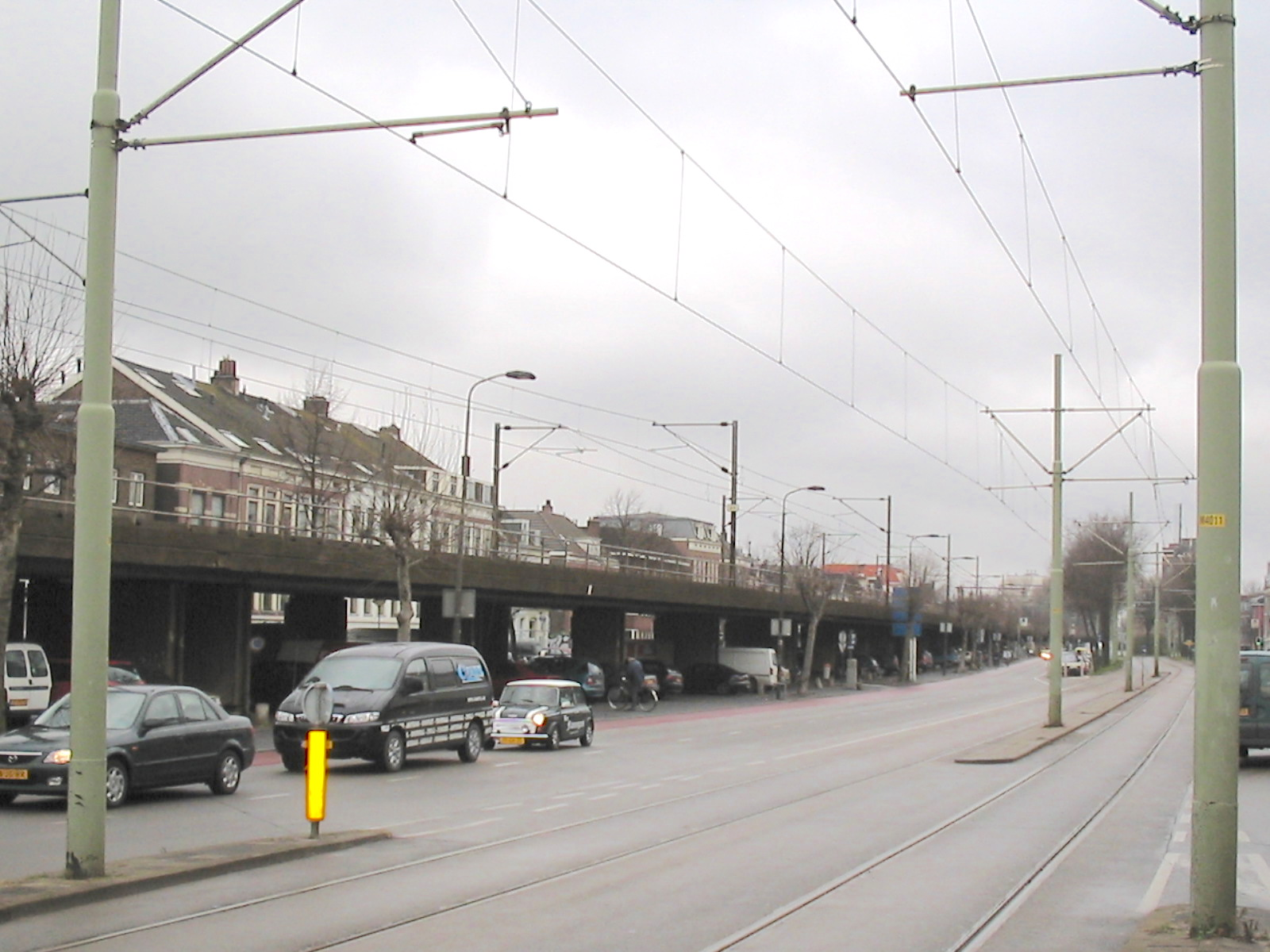
Situatie voor aanvang van de bouw met tramlijn 1 naar Scheveningen op de Phoenixstraat. De huizen op achtergrond staan aan de Spoorsingel, die in naam nog herinnert aan het kanaal dat hier eerst liep.
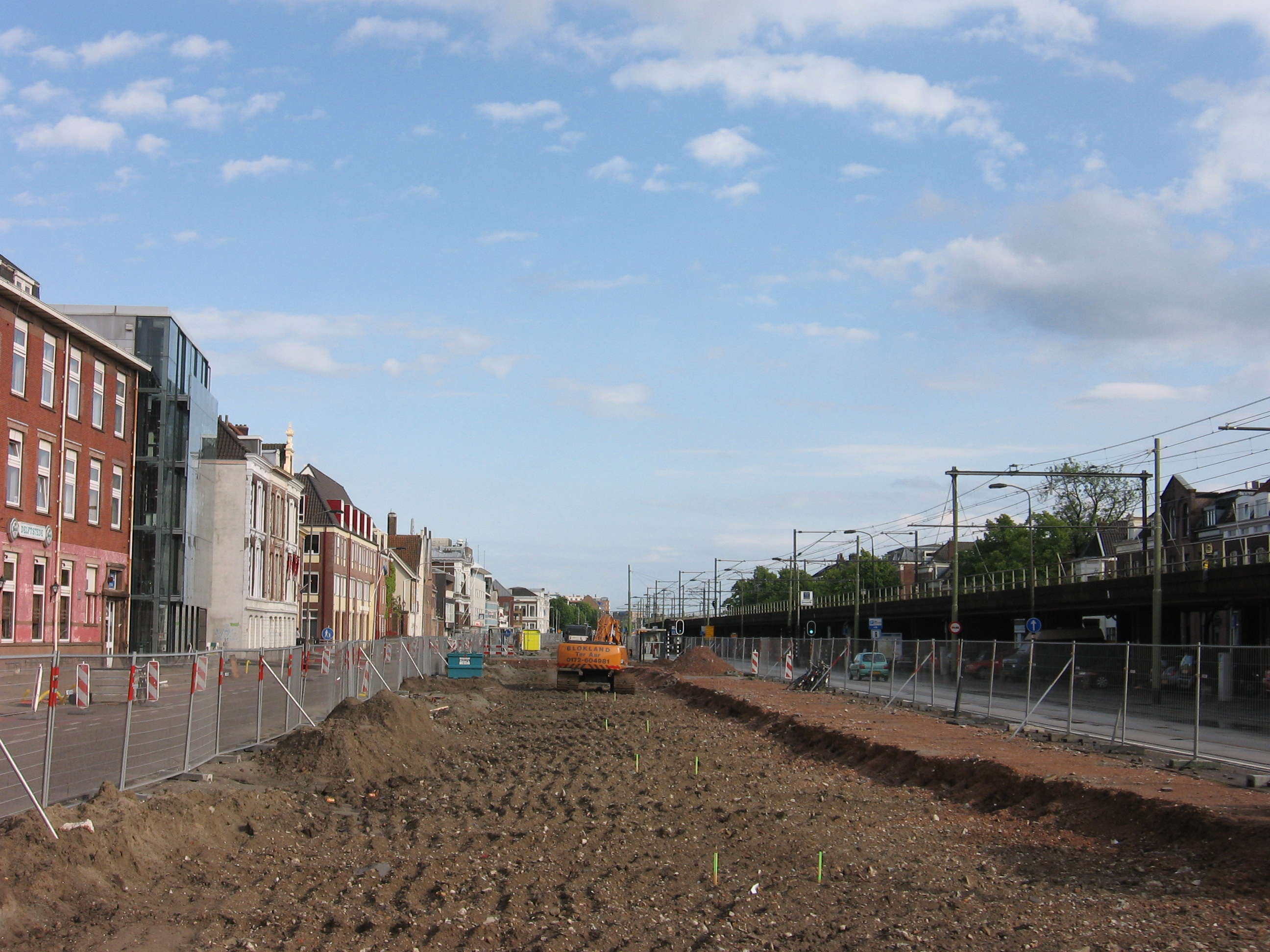
Werkzaamheden Phoenixstraat (mei 2010)
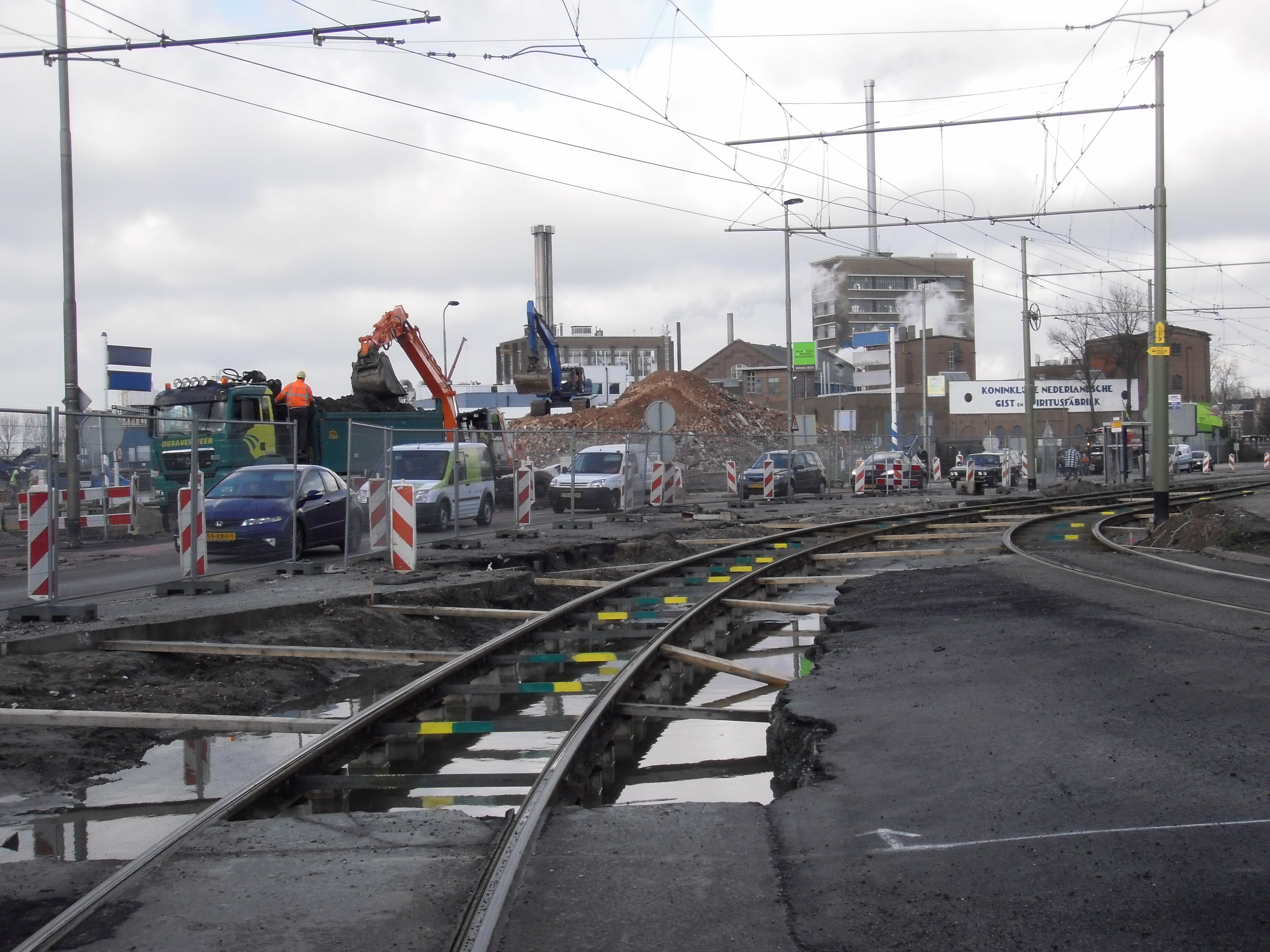
Tramlijn 1 wordt verlegd om ruimte te maken voor de bouw van de tunnel. (februari 2010)
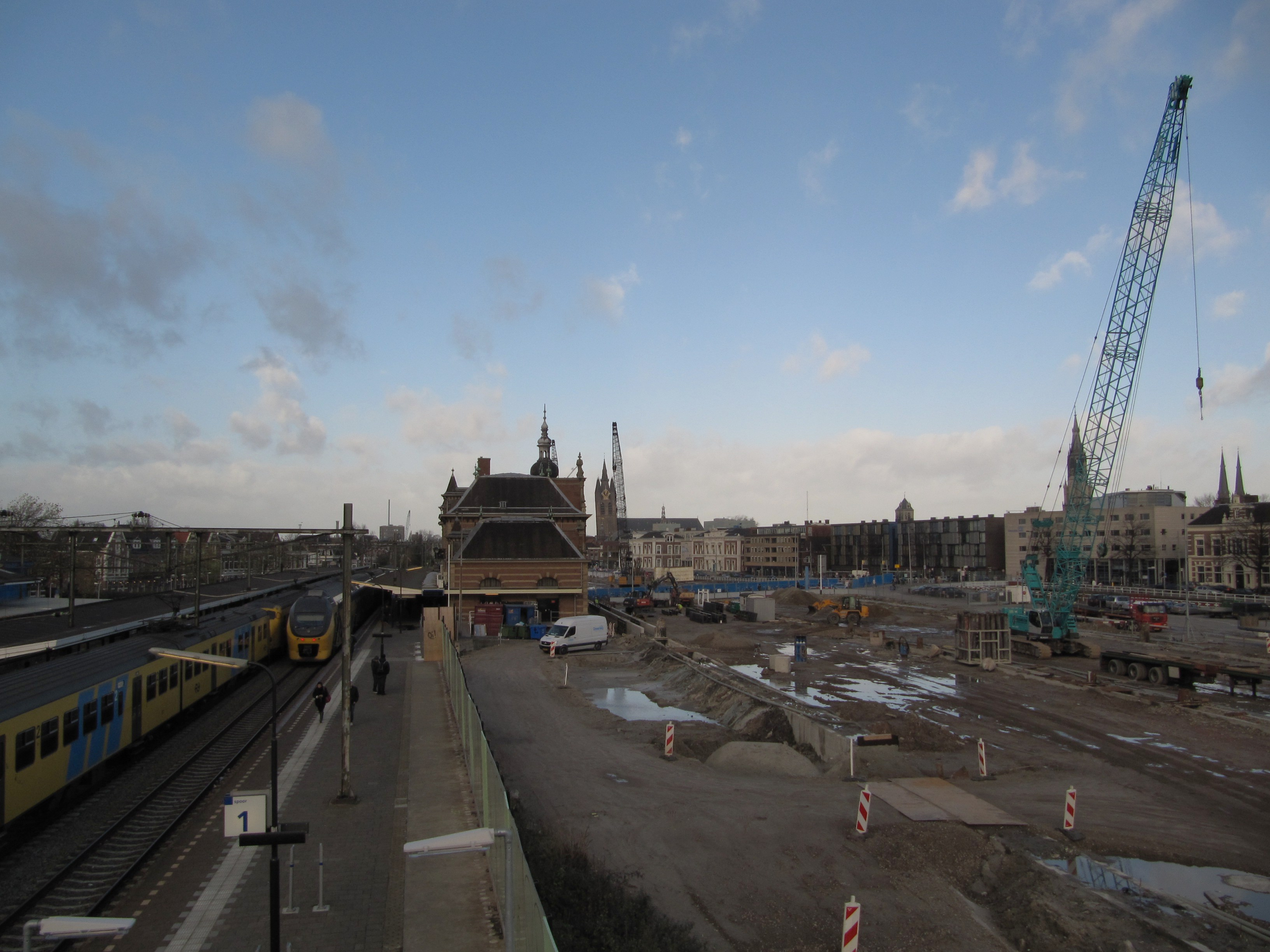
Op de plaats van de oorspronkelijke bebouwing rondom Station Delft is ruimte gekomen voor de bouw van onder andere een nieuw station (november 2010)
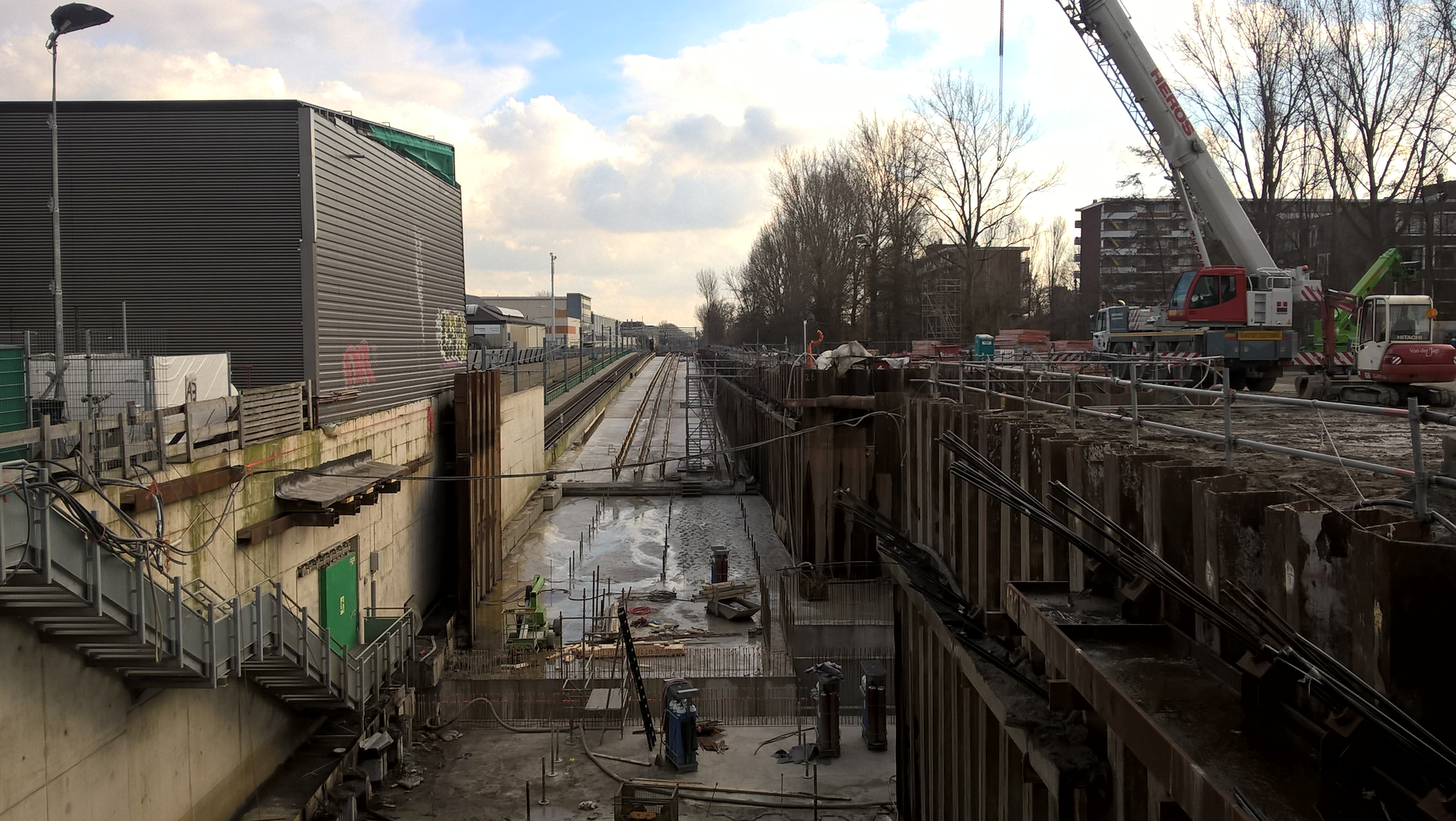
Links tunneldeel 1, rechts tunneldeel 2 in aanbouw (maart 2016)